# Calophyllum symingtonianum
Calophyllum symingtonianum är en tvåhjärtbladig växtart som beskrevs av M. R. Henderson och Wyatt-smith. Calophyllum symingtonianum ingår i släktet Calophyllum och familjen Calophyllaceae. Inga underarter finns listade i Catalogue of Life.